# لاگو دی موتزانو
لاگو دی موتزانو (به ایتالیایی: Lago di Muzzano) نام دریاچه ای در کانتون تیچینو سوئیس است. این دریاچه با شهرهای سورنگو، موتزانو و کولینا دورو هم‌مرز است. مساحت آن ۲۳ هکتار است و به دریاچه لوگانو ریخته می‌شود.